# Pará (řeka)
Pará (portugalsky Rio Pará) je řeka ve státě Pará v severovýchodní Brazílii. Je 200 km dlouhá a až 40 m hluboká.

## Průběh toku
Řeka tvoří pravé rameno delty Amazonky a ohraničuje z jihu a východu ostrov Marajó. S Amazonkou je spojená především průtokem Tajapuru ale i několika dalšími. Z jihu přijímá mohutný přítok Tocantins, jehož je v podstatě dolním tokem, jelikož z něj přijímá většinu průtoku.

## Vodní stav
Na řece se dvakrát během každých 24 hodin projevuje příliv vysoký až 3,5 m a periodicky přichází velká vlna postupující proti proudu řeky, tzv. pororoka.

## Využití
Řeka je vhodným přístupovým koridorem pro plavbu po Amazonce od Atlantského oceánu. Leží na ní velký přístav a město Belém.